# Albemarle Sound
Albemarle Sound – płytka zatoka Oceanu Atlantyckiego u wschodniego wybrzeża Stanów Zjednoczonych, w północno-wschodniej części stanu Karolina Północna.
Zatoka wcina się w głąb lądu na odległość około 80 km, liczy od 8 do 23 km szerokości. Głębokość nie przekracza 8 m. Uchodzą do niej rzeki Roanoke, Chowan, Pasquotank i Alligator. Albemarle Sound nie ma bezpośredniego połączenia z otwartym oceanem. Odgradza go od niego mierzeja Bodie Island (część pasa mierzei i wysp barierowych Outer Banks). Na południowym wschodzie zatoka łączy się poprzez cieśniny Croatan Sound i Roanoke Sound z sąsiednią zatoką Pamlico Sound, która z kolei łączy się z oceanem.
Przez zatokę przebiega Wewnętrzna Przybrzeżna Droga Wodna. Na północy zatoka połączona jest kanałami (Albemarle and Chesapeake Canal, Dismal Swamp Canal) z zatoką Chesapeake. Głównym portem nad zatoką jest Elizabeth City.
W 1586 roku zatokę zbadał angielski żeglarz Ralph Lane, gubernator krótkotrwałej kolonii Roanoke. Obszar wokół zatoki był najwcześniej skolonizowanym przez Europejczyków na terenie Karoliny Północnej. Założone około 1660 roku Edenton było pierwszą stałą osadą angielską na terenie tego stanu.
Nazwa zatoki, w użyciu co najmniej od 1722 roku, upamiętnia George’a Moncka, 1. księcia Albemarle. Wcześniejsze nazwy tego akwenu to Sea of Rawnocke (1609), Carolina River (1663) i Albemarle River (1671).